# Демешкань
Демешкань (рум. Dămășcani) — село в Ришканському районі Молдови. Входить до складу комуни, адміністративним центром якої є місто Костешти.